# 紅石頭
紅石頭（西班牙語：Itá Pytã Punta）是巴拉圭首都和最大城市亞松森的一个街区（barrio），位于巴拉圭河岸边。當地是该市人口最密集的街区之一，根据2002年的人口普查，當地人口密度密度为每平方公里11,419人。